# París-Roubaix 1999
La 97.ª París-Roubaix tuvo lugar el 11 de abril de 1999 y fue ganada en solitario por el italiano Andrea Tafi. La prueba contó con 273 kilómetros y el vencedor terminó en 6h 45' 00".

## Clasificación final

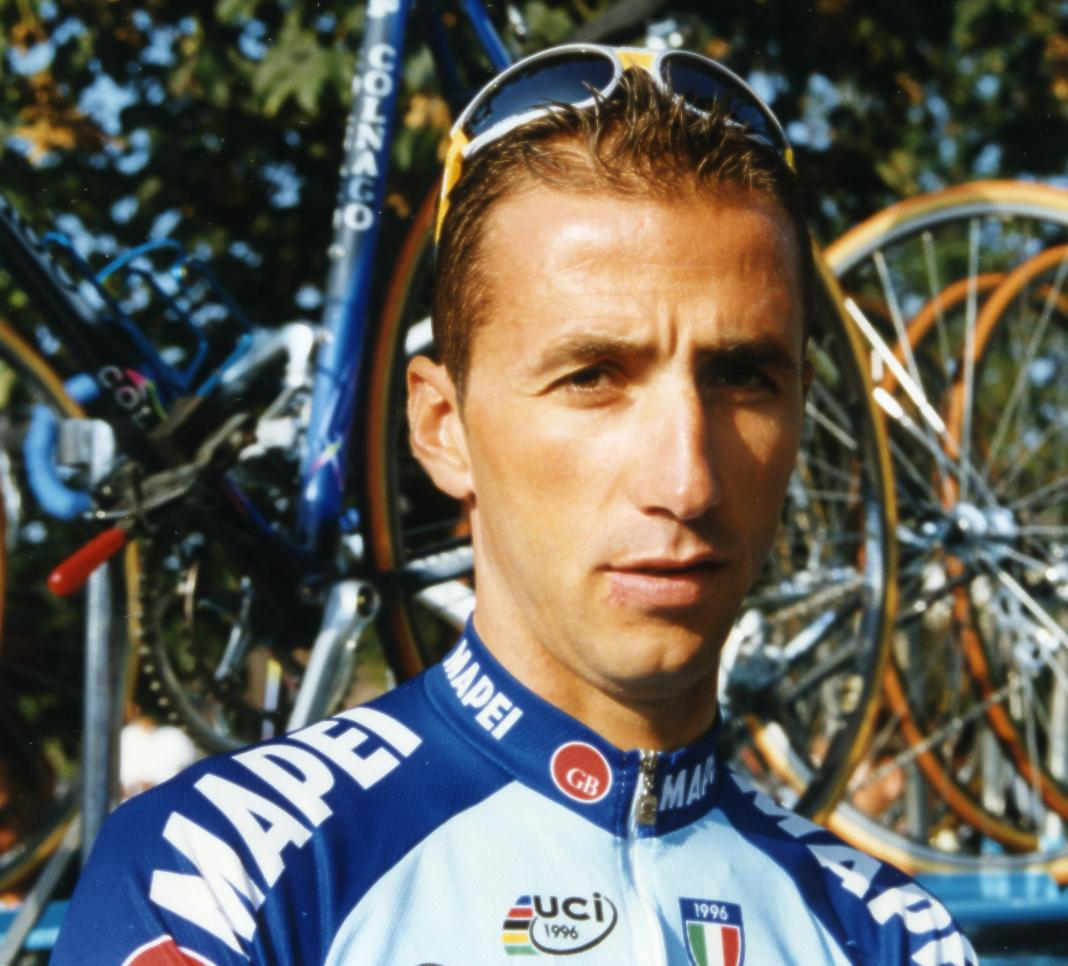
Andrea Tafi, ganador de esta edición.

| Posición | Ciclista            | Equipo             | Tiempo     |
| -------- | ------------------- | ------------------ | ---------- |
| 1.       | Andrea Tafi         | Mapei-Quick Step   | 6h 45' 00" |
| 2.       | Wilfried Peeters    | Mapei-Quick Step   | + 2' 14"   |
| 3.       | Tom Steels          | Mapei-Quick Step   | + 2' 26"   |
| 4.       | George Hincapie     | US Postal Service  | m.t.       |
| 5.       | Jo Planckaert       | Lotto-Mobistar     | m.t.       |
| 6.       | Léon van Bon        | Rabobank           | m.t.       |
| 7.       | Frank Vandenbroucke | Cofidis            | m.t.       |
| 8.       | Andrei Tchmil       | Lotto-Mobistar     | + 2' 40"   |
| 9.       | Johan Museeuw       | Mapei-Quick Step   | m.t.       |
| 10.      | Lars Michaelsen     | Française des Jeux | + 2' 53"   |